# ChTZ-16

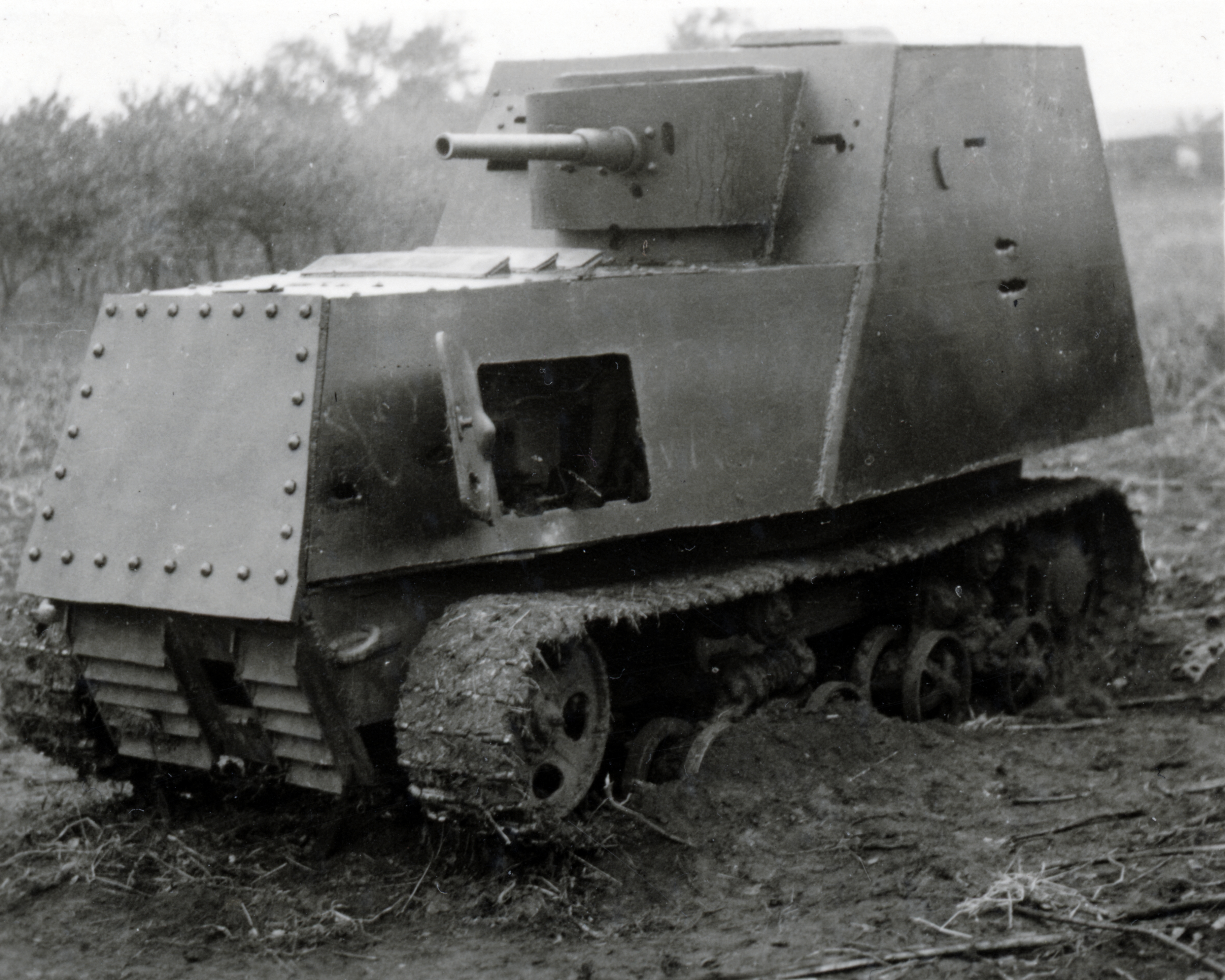
ChTZ-16

T-16 neboli ChTZ-16 (rusky ХТЗ-16, podle továrny Charkovskij Traktornij Zavod – Charkovská továrna na traktory, která je vyráběla) bylo sovětské improvizované obrněné vozidlo, účastnivší se Velké vlastenecké války, vyráběné na šasi zemědělského traktoru. Vozidla byla vyráběna v Charkově před tím, než byla továrna evakuována na východ a výroba byla přesunuta do Stalingradu. Bylo plánováno ne méně než 809 vozidel, ale ne více než 60 jich bylo skutečně vyrobeno. Některá vozidla byla využita při obraně Charkova v říjnu 1941, ale byla rychle ztracena. 

## Konstrukce a výzbroj
Šlo vlastně o traktor STZ-3 s přidanou pancéřovou nástavbou a zbraní. Byl ovládán dvojčlennou posádkou a vyzbrojen tankovým kanónem ráže 45 mm a kulometem DP ráže 7,62 mm, které byly připevněny na pevné nástavbě traktoru.